# Vajda Lajos Emlékmúzeum
Vajda Lajos Emlékmúzeum (Vajda Lajos Múzeum elnevezés az utóbbi időkben gyakoribb; Szentendre, Hunyadi János utca 1. sz.; 1986-ban nyitották meg.)

## A múzeum bemutatása
A Ferenczy Múzeumi Centrumhoz tartozó múzeum a 19-20. század fordulóján épített kisvárosi polgárházból lett kialakítva. Vajda Lajos, a szentendrei iskolához kötődő festőművész alkotásai kapnak benne helyet. 1986-ban nyitották meg. Az állandó kiállítás eredeti anyaga úgy jött össze, hogy a Kulturális Minisztérium 1979-ben megvásárolta a művész özvegyétõl a hagyaték egy részét, és 1980-ban 100 alkotást a Ferenczy Múzeumi Centrum tulajdonába adott egy emlékmúzeum létesítése céljából. Vajda Lajos a magyar avantgárd egyik jeles képviselője, a szentendrei festészet szürrealista-konstruktív szárnyának mestere, aki művészetébe beolvasztotta a helyi ikonfestészeti hagyományokat és a primitív kultúrák formakincsét.
A művész kiemelkedő műveiből rendezett tárlatot kiegészíti az épület pinceszintjén az Európai Iskola szentendrei mestereit bemutató kiállítás, Anna Margit, Bálint Endre, Barcsay Jenő, Czóbel Béla, Hegyi György, Korniss Dezső, Szántó Piroska, Vajda Júlia képeivel.
Jelenleg az állandó kiállítás nem látogatható, időszakos kiállításoknak ad teret a múzeum.

## Külső hivatkozások
- Ferenczy Múzeumi Centrum